# Эпсилон Малого Пса
Эпсилон Малого Пса (ε CMi / ε Canis Minoris) — предположительно двойная звезда в созвездии Малый Пёс.
Жёлтый, класса G по спектральной классификации яркий гигант, находящийся на горизонтальной ветви звёздной эволюции. Отличается аномально высоким для своего класса содержанием бария, что указывает на возможное наличие у этой звезды белого карлика в спутниках.
Является звездой пятой звёздной величины, с трудом различимой на ночном небе Земли невооружённым глазом. Согласно последним данным Европейского космического агентства, расположен от Земли на расстоянии около 250 парсек.